# Iniziativa (scacchi)
Nel gioco degli scacchi per iniziativa si intende la possibilità di sviluppare il proprio gioco ostacolando quello dell'avversario e costringendo quest'ultimo a difendersi.
La difesa è molto spesso più difficile dell'attacco, perché i pezzi di uno stesso esercito, quando assumono posizioni difensive, subiscono spesso restrizioni di spazio e possono creare fenomeni di imbottigliamento reciproco; questo si traduce in una minore capacità di manovra, che a sua volta causa l'impossibilità di lanciare contrattacchi efficaci. 
Quando si riesce ad attaccare continuamente, creando nuove minacce mossa dopo mossa (anche attraverso attacchi multipli sfruttando il raggio d'azione di più pezzi combinati insieme), generalmente il gioco arriva ad un punto in cui il difensore non riesce più a parare tutte le minacce, anche a causa della mancanza di coordinazione tra le sue forze, e subisce perdite di materiale decisive.